# Verein für Reformationsgeschichte
Der Verein für Reformationsgeschichte e. V. mit Sitz in Heidelberg verfolgt den Zweck, „die Erforschung der reformatorischen Bewegung […] zu fördern und für die Verbreitung der wissenschaftlichen Forschungsergebnisse“ zu sorgen, was durch die Veröffentlichung von Publikationen und die Veranstaltung wissenschaftlicher Tagungen geschieht.

## Geschichte
Der Verein für Reformationsgeschichte wurde am 13. Februar 1883 in Magdeburg gegründet. Seine ursprüngliche Zielsetzung war eine „Volksbildung mit dem Ziel nationaler protestantischer Identitätsfestigung“. Während des ausgehenden Kaiserreichs trat die Zielsetzung einer volksbildenden Breitenwirkung allmählich zugunsten einer stärker wissenschaftlichen Ausrichtung in den Hintergrund. Nach dem Zweiten Weltkrieg vollzog sich gleichermaßen eine „Öffnung zu westeuropäisch-nordamerikanischen Forschungsfragen“ wie ein Abbau der ursprünglichen konfessionellen Bindung an den Protestantismus.
Die folgenden Personen fungierten bislang als Vorsitzende des Vereins:
- Julius Köstlin (1883–1901)
- Gustav Kawerau (1901–1918)
- Hans von Schubert (1918–1931)
- Otto Scheel (1931–1946)
- Heinrich Bornkamm (1948–1975)
- Bernd Moeller (1976–2001)
- Heinz Schilling (2001–2011)
- Thomas Kaufmann (seit 2011)

Der Verein hatte im September 2014 406 Mitglieder, darunter 276 Privatpersonen und 130 Institutionen.

## Veröffentlichungen

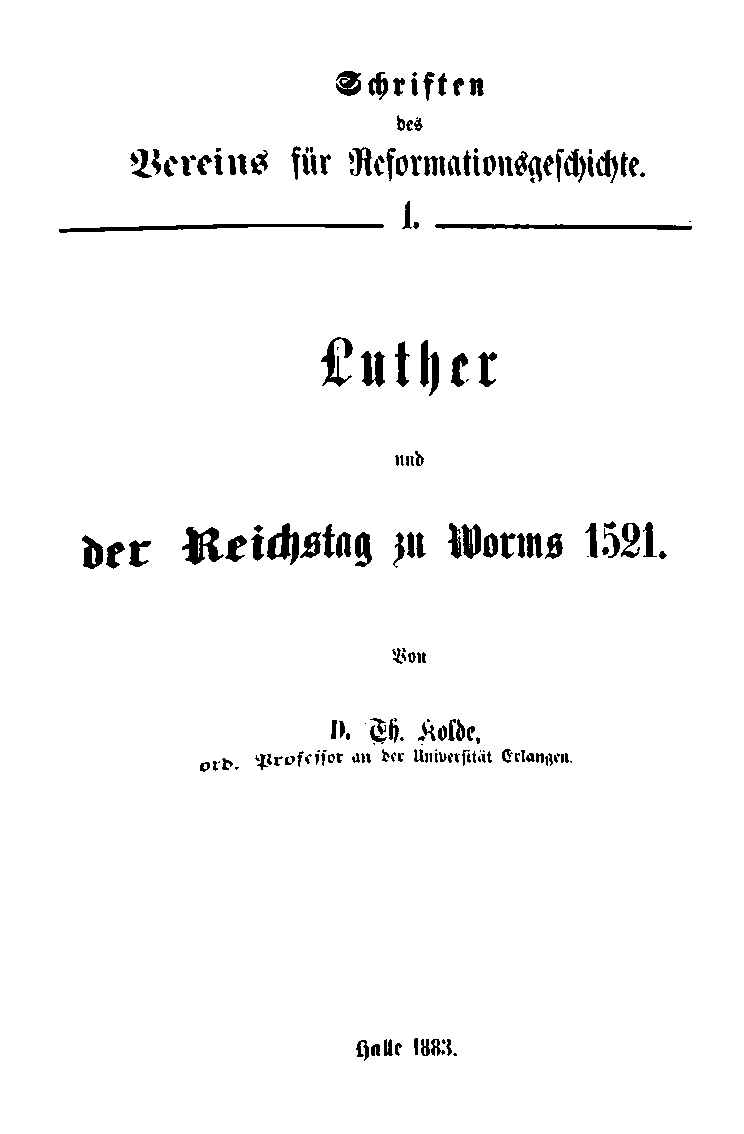
Band 1 der Schriften des Vereins für Reformationsgeschichte (1883)

Abgesehen von verschiedenen Einzelpublikationen veröffentlicht der Verein vor allem zwei Schriftenreihen: die seit 1883 erscheinenden Schriften des Vereins für Reformationsgeschichte mit inzwischen über 200 Bänden und die Quellen und Forschungen zur Reformationsgeschichte, deren erster Band aus dem Jahr 1911 datiert. Dazu gehört als Unterreihe die umfangreiche Dokumentensammlung Quellen zur Geschichte der Täufer, deren erster Band 1930 erschien.
Im Auftrag des Vereins – seit 1951 in Kooperation mit der Society for Reformation Research – wird die Zeitschrift Archiv für Reformationsgeschichte herausgegeben, deren 100. Band im Jahr 2009 erschien.